# Bud Selig
Allan Huber "Bud" Selig( /ˈsiːlᵻɡ/; Milwaukee, Wisconsin, Estados Unidos; 30 de julio de 1934) es un ejecutivo de béisbol estadounidense que actualmente ocupa el cargo de comisionado emérito de béisbol. Anteriormente, fue el noveno comisionado del béisbol de 1998 a 2015. Inicialmente actuó como comisionado interino de facto a partir de 1992 en su calidad de presidente del Comité Ejecutivo de las Grandes Ligas de Béisbol (MLB) antes de ser nombrado comisionado oficial en 1998. Selig supervisó el béisbol durante la huelga de 1994, la introducción del comodín, el juego entre ligas y la fusión de facto de las Ligas Nacional y Americana bajo la Oficina del Comisionado. Su papel fue decisivo en la organización del Clásico Mundial de Béisbol en 2006. Selig también introdujo el reparto de ingresos. Se le atribuye el cambio financiero del béisbol durante su mandato, con un aumento del 400% en los ingresos de la MLB y un récord anual de asistencia.
Durante el mandato de Selig, el uso de esteroides y otras drogas para mejorar el rendimiento se convirtió en un problema público. El Informe Mitchell, encargado por Selig, concluyó que los comisionados de la MLB, los directivos de los clubes, la Asociación de Jugadores y los jugadores comparten "en cierta medida la responsabilidad de la era de los esteroides". Tras la publicación del Informe Mitchell, el congresista Cliff Stearns pidió públicamente Selig a renunciar como comisionado, citando su “respuesta glacial” a la “creciente mancha en el béisbol.” Selig ha prometido en numerosas ocasiones para librar al béisbol de las drogas para mejorar el rendimiento, y ha supervisado e instituido muchos cambios de reglas y sanciones a tal fin.
Natural de Milwaukee, Selig fue anteriormente propietario y presidente del equipo de los Milwaukee Brewers. La franquicia, originalmente conocida como los Seattle Pilots, fue adquirida por Selig en un tribunal de quiebras en 1970, y rebautizada con el nombre del equipo de ligas menores del mismo nombre que él había visto en su juventud y que había existido hasta la llegada de los Braves a Milwaukee en 1953. A Selig se le atribuyó el mérito de mantener el béisbol en Milwaukee. Los Brewers llegaron a las Series Mundiales de 1982 (pero fueron derrotados en siete partidos por los Cardinals de San Luis), y Selig ganó siete premios a la Organización del Año durante su mandato. Selig sigue residiendo en Milwaukee.
El 17 de enero de 2008, el contrato de Selig se prorrogó hasta 2012, después de lo cual tenía previsto retirarse, pero luego decidió permanecer como comisionado hasta el final de la temporada 2014, una medida aprobada por los propietarios el 12 de enero de 2012, lo que llevaría su liderazgo más allá de su 80 cumpleaños. Selig ganó 14,5 millones de dólares en el período de 12 meses que finalizó el 31 de octubre de 2005. Selig anunció el 26 de septiembre de 2013 que se retiraría en enero de 2015. El 22 de enero de 2015, la MLB anunció que Selig abandonaría formalmente el cargo cuando su mandato actual expirara el 24 de enero de 2015. Fue incluido en el Salón de la Fama del Béisbol en 2017.

## Primeros años
Selig nació en Milwaukee y creció en el seno de una familia judía. Su padre, Ben Selig, había llegado a Estados Unidos desde Rumanía con su familia cuando él tenía cuatro años. Selig se licenció en Historia Americana y Ciencias Políticas en la Universidad de Wisconsin-Madison en 1956. Sirvió dos años en el Ejército de EE. UU. antes de trabajar con su padre, que tenía un negocio de arrendamiento de coches en  Milwaukee. Selig sigue vinculado a la industria del automóvil y es presidente de la Selig Executive Lease Company.
El interés de Selig por el béisbol le vino de su madre. Inmigrante ucraniana, Marie Selig fue a la universidad, un logro poco frecuente para una mujer a principios del siglo XX, y se convirtió en maestra de escuela. Cuando Selig tenía sólo tres años, Marie empezó a llevarles a él y a su hermano mayor, Jerry, al Borchert Field, donde jugaban los Milwaukee Brewers de la liga menor. Cuando los Boston Braves se trasladaron a Milwaukee en 1953, Selig cambió de bando y acabó convirtiéndose en el mayor accionista público del equipo. Selig quedó desolado cuando se enteró de que los Braves iban a abandonar Milwaukee en favor de Atlanta. En 1965, cuando los Braves abandonaron Milwaukee, se deshizo de sus acciones en el equipo. De joven, el jugador favorito de Selig era Hershel Martin. Entabló amistad con Hank Aaron, cuando el joven jugador se unió a los Braves. La empresa del mayor de los Selig prestaba coches a los jugadores de los Braves, lo que daba a la familia acceso al club y a los jugadores. Más tarde, ambos asistieron juntos a los partidos de los Green Bay Packers y se sentaron juntos en el avión del equipo.

## Propietario de los Milwaukee Brewers
Como propietario minoritario de los Milwaukee Braves, Selig fundó la organización Teams, Inc, en un intento de impedir que los propietarios mayoritarios (con sede en Chicago) trasladaran el club a un mercado televisivo mayor. Esto fue impugnado legalmente sobre la base de que ningún traslado de equipo anterior (en la era moderna) había dejado a una ciudad sin equipo. Todos los traslados anteriores se habían originado en ciudades que albergaban al menos dos equipos. Cuando finalmente fracasó su intento de mantener el equipo en Milwaukee tras la temporada de 1965, cambió el nombre del grupo a Milwaukee Brewers Baseball Club, Inc. en honor al equipo de béisbol de las ligas menores al que había crecido viendo, y se dedicó a devolver el béisbol de las Grandes Ligas a Milwaukee.
Selig organizó partidos de las Grandes Ligas en el estadio del condado de Milwaukee. El primero, un partido de pretemporada entre los Chicago White Sox y los Minnesota Twins, atrajo a más de 51.000 espectadores. Selig organizó nueve partidos de temporada regular de los White Sox en 1968 y once en 1969. Uno de los partidos jugados en Milwaukee ese año fue contra los Seattle Pilots, el equipo de expansión que se convertiría en los Brewers. Esos partidos "en casa" en Milwaukee tuvieron un éxito fenomenal, y ese puñado de partidos representó aproximadamente un tercio de la asistencia total de los White Sox en casa.
Para satisfacer a esos aficionados, Selig decidió comprar los White Sox (con la intención de trasladarlos a Milwaukee) en 1969. Llegó a un acuerdo para comprar el club, pero la Liga Americana vetó la venta, prefiriendo mantener un equipo de la Liga Americana en Chicago, que en aquel momento seguía siendo la segunda ciudad más grande de Estados Unidos. Selig centró su atención en otras franquicias.
En 1970, compró la franquicia en quiebra de los Seattle Pilots, los trasladó a su ciudad natal y rebautizó oficialmente al equipo con el nombre de Brewers.
Durante el mandato de Selig como presidente del club, los Brewers participaron en la postemporada en 1981, cuando el equipo terminó primero en la Liga Americana Este durante la segunda mitad de la temporada, y en 1982, cuando el equipo llegó a las Series Mundiales, bajo la dirección de los futuros miembros del Salón de la Fama Robin Yount y Paul Molitor. Bajo el mandato de Selig, los Brewers también ganaron siete premios a la Organización del Año. Selig formó parte de la colusión de los propietarios en 1985-1987, que tuvo como resultado el pago por parte de los propietarios de 280 millones de dólares en concepto de daños y perjuicios a los jugadores.
Al asumir el cargo de comisionado, Selig transfirió su participación en la propiedad de los Brewers a su hija Wendy Selig-Prieb para eliminar cualquier conflicto técnico de intereses, aunque se presumía ampliamente que mantenía alguna participación en las operaciones del equipo. Aunque el equipo se vendió al inversor de Los Ángeles Mark Attanasio en 2005, sigue habiendo dudas sobre la participación de Selig en el pasado. Los defensores de Selig señalan la mala gestión del equipo después de que Selig-Prieb tomaran el control como prueba de que Selig no trabajaba entre bastidores.
Selig fue elegido miembro del Salón de la Fama del Atletismo de Wisconsin en 2001.
El 24 de agosto de 2010, se inauguró en el Miller Park de Milwaukee una estatua de Selig, el Monumento a Selig, encargada por el propietario de los Brewers, Mark Attanasio, y diseñada por el artista Brian Maughan.

## Comisionado en funciones (1992-1998)
Selig se convirtió en un opositor cada vez más vocal del Comisionado Fay Vincent, y pronto se convirtió en el líder de un grupo de propietarios que buscaban su destitución. Selig nunca ha afirmado que los propietarios se confabularan, mientras que Vincent sí lo ha hecho:

El Sindicato básicamente no confía en la propiedad porque la colusión fue un robo de 280 millones de dólares por parte de Selig y Jerry Reinsdorf a los jugadores. Es decir, amañaron el fichaje de agentes libres. Les pillaron. Pagaron 280 millones de dólares a los jugadores. Y creo que eso ha contaminado las relaciones laborales en el béisbol desde que ocurrió. Creo que es la razón por la que el director ejecutivo de la MLBPA, Donald Fehr, no confía en Selig.
Fay Vincent

Tras una votación de 18-9 en contra, Vincent dimitió. Para entonces, Selig se había convertido en presidente del Consejo Ejecutivo de las Grandes Ligas de Béisbol y, como tal, en comisionado interino de facto.
Su primera medida importante fue instituir el comodín y los playoffs de división, que han creado mucha controversia entre los aficionados al béisbol. Los que están en contra del Wild Card consideran que resta importancia a la carrera por el banderín y a la temporada regular, ya que a menudo la verdadera carrera es por el segundo puesto y no por el primero, mientras que los que están a favor lo ven como una oportunidad para que los equipos tengan una oportunidad en los playoffs incluso cuando no tienen ninguna posibilidad de quedar primeros en su división, manteniendo así el interés de los aficionados más adelante en la temporada.
En 1993, Selig suspendió durante un año a Marge Schott, propietaria de los Cincinnati Reds, por sus repetidos comentarios y acciones racistas e insensibles. Ese mismo año, Selig restituyó al propietario de los New York Yankees , George Steinbrenner, la suspensión de por vida que le había impuesto su predecesor, Fay Vincent. Pete Rose ha afirmado que solicitó la reincorporación a lo largo de los años y que no recibió ninguna consideración al respecto. Rose, junto con su amigo íntimo y antiguo compañero de equipo Mike Schmidt (firme partidario de la reincorporación de Rose al béisbol), se reunió con Selig en 2002, donde Rose admitió en privado ante Selig (dos años antes de hacerlo público) haber apostado en el béisbol. Bud Selig era amigo íntimo del difunto Bart Giamatti, que era el comisionado cuando Rose fue expulsado del deporte por primera vez en 1989.
Como comisionado en funciones, Selig representó a la MLB durante la huelga de jugadores de 1994 y canceló las Series Mundiales, marcando la primera vez que el evento anual no se celebraba desde 1904.

## Comisionado (1998-2015)
Tras seis años de búsqueda de un nuevo comisionado, los propietarios votaron a favor de otorgar a Selig el título de forma permanente a mediados de la temporada de 1998.
Durante su mandato, el juego evitó un tercer paro laboral en 2002, y ha visto la implementación del juego interligas.
Mientras que en el pasado las ligas Nacional y Americana tenían organizaciones administrativas separadas (lo que, por ejemplo, permitió la introducción de reglas diferentes como el bateador designado), bajo Selig, las Grandes Ligas de Béisbol consolidaron las funciones administrativas de ambas ligas en la Oficina del Comisionado en 2000. Los últimos presidentes oficiales de la NL y la AL fueron Leonard S. Coleman Jr. y el Dr. Gene Budig, respectivamente.

### Reacción tras el 11 de septiembre de 2001
El 11 de septiembre de 2001, Selig ordenó el aplazamiento de todos los partidos de béisbol durante una semana debido a los ataques terroristas en Nueva York y Washington. Los partidos se pospusieron no sólo por respeto y luto por las víctimas, sino también por preocupación por la seguridad de los aficionados y los jugadores.

### Intento de contracción en septiembre de 2001
Artículo principal: Plan de contracción de las Grandes Ligas de Béisbol de 2001
Tras la conclusión de la Serie Mundial de 2001, Selig celebró una votación sobre la contratación de dos equipos, al parecer los Minnesota Twins y los Montreal Expos. Esta acción llevó a Selig (junto con el ex propietario de los Expos Jeffrey Loria) a ser demandado por chantaje y conspirar con Loria para defraudar deliberadamente a los propietarios minoritarios de los Expos. En caso de ser declarados responsables, la liga podría haber sido condenada a pagar hasta 500 millones de dólares en daños totales. El juez dictaminó que los Expos no podrían ser trasladados o contratados hasta que el caso hubiera terminado. El caso finalmente fue a arbitraje y se resolvió fuera de los tribunales por una suma no revelada.
Una semana después del anuncio de Selig, el juez del condado de Hennepin Harry Seymour Crump emitió una orden de restricción temporal que obligaba a los Twins a cumplir su contrato de arrendamiento y jugar la temporada 2002 en el Metrodome. En agosto de 2002, el intento de contratar a los Twins se esfumó oficialmente, ya que los jugadores y los propietarios llegaron a un consenso sobre un nuevo acuerdo laboral que prorrogaba el contrato de arrendamiento del equipo en el Metrodome.

### Cambios en el Partido de las Estrellas de la MLB
El Partido de las Estrellas 2002, jugado en Milwaukee, la ciudad natal de Selig, estaba empatado 7-7 después de nueve entradas, y seguía empatado al final de la undécima entrada. Debido a la reciente tendencia de los mánager de conceder tiempo de juego a tantos jugadores disponibles como sea posible dentro de las nueve entradas reglamentarias, ambos mánager habían utilizado toda su lista. Preocupado por los brazos de los lanzadores que estaban en el montículo, Selig tomó la controvertida decisión de declarar el partido empatado, para insatisfacción de los aficionados de Milwaukee. Selig dijo más tarde que esta decisión fue "vergonzosa" y que estaba "tremendamente entristecido" por el resultado del partido.
Posteriormente, Selig trató de revitalizar el Juego de las Estrellas otorgando a la liga ganadora la ventaja de jugar en casa en la Serie Mundial; esa práctica se inició en 2003 y continuó hasta 2016. El All-Star Game de 2003 tuvo la misma audiencia en Estados Unidos que el de 2002 (9,5 de rating; 17 de porcentaje de audiencia) y las audiencias descendieron en 2004 (8,8 de rating; 15 de cuota) y 2005 (8,1 de rating; 14 de share) La audiencia televisiva estadounidense aumentó en 2006 (9,3 de rating; 16 de cuota de audiencia)

### Medidas disciplinarias
El 1 de julio de 2005, Selig suspendió al lanzador de los Texas Rangers Kenny Rogers durante 20 partidos y le impuso una multa de 50.000 dólares. El castigo se derivó de un incidente ocurrido el 29 de junio de 2005, durante una sesión de calentamiento previa al partido de los Rangers, en la que Rogers empujó a dos reporteros de noticias locales y tiró una cámara al suelo. Uno de los reporteros reanudó la filmación tras recoger dicha cámara, lo que enfureció a Rogers, que volvió a empujarle y, tras agarrar y tirar la cámara al suelo, le dio una patada. Un compañero de equipo se lo llevó y el club lo mandó a casa. Mientras estaba pendiente la apelación de su suspensión, Rogers apareció en el Partido de las Estrellas de 2005 en Detroit, donde los aficionados le abuchearon ruidosamente. El 22 de julio de 2005, Selig escuchó la apelación de Rogers a su suspensión. Selig decidió mantener los 20 partidos, sin embargo, un árbitro independiente dictaminó que Selig se había excedido en su autoridad y la redujo a 13 partidos, pero mantuvo la multa.

### Drogas para mejorar el rendimiento
En 2005, Selig se enfrentó al Congreso por el tema de los esteroides. Después de las audiencias del Congreso a principios de 2005, y con el escrutinio de los medios deportivos y nacionales sobre este tema, Selig presentó una propuesta para un régimen de pruebas de drogas para mejorar el rendimiento más estricto para reemplazar el sistema actual. Esta propuesta también incluía la prohibición de las anfetaminas, una novedad en las principales ligas deportivas norteamericanas.
La Asociación de Jugadores de la MLB y la MLB llegaron a un acuerdo en noviembre sobre la nueva política.
El testimonio de Selig sobre el tema ha sido contradictorio. En 2005, Selig dijo a los periodistas: "Nunca oí hablar de ellos (los esteroides)hasta 1998 o 1999. Yo dirigía un equipo y nadie estaba más cerca de sus jugadores y nunca oí ningún comentario de ellos. No fue hasta 1998 o 1999 que oí hablar del tema" Pero un año después, testificando ante el Congreso en 2006, Selig se atribuyó el mérito personal de haber detectado el problema a tiempo:"En 1994, antes de que nadie hablara realmente de los esteroides en el béisbol, propusimos a la MLBPA un programa de pruebas para detectar esas sustancias.Ya en 1998, empecé a formular un plan estratégico para eliminar del juego el uso de sustancias que mejoran el rendimiento"  Durante la ALCS de 1988, José Canseco, de Oakland, fue objeto de repetidas burlas por parte de los aficionados de Boston al grito de “esteroides, esteroides, esteroides” En su intervención en el Partido de las Estrellas de 2013, Selig se quejó: “La gente dice: ”Bueno, tardasteis en reaccionar'. No tardamos en reaccionar.De hecho, lo he oído esta mañana y me ha vuelto a agraviar".
A principios de 2006, Selig se vio obligado a abordar la cuestión del uso de esteroides. El 30 de marzo de 2006, como respuesta a la controversia del uso de drogas para mejorar el rendimiento y el anticipado récord de jonrones de carrera que establecería Barry Bonds, Selig pidió al exsenador estadounidense George J. Mitchell que dirigiera una investigación independiente sobre el uso de esteroides en el pasado reciente del béisbol. Joe Sheehan, de Baseball Prospectus, escribió que la comisión ha estado centrando "la culpa de la era exclusivamente en el personal uniformado", y no ha investigado ningún papel desempeñado por la propiedad y la gestión de los equipos.
Mucha controversia rodeó a Selig y su participación en la persecución del récord histórico de jonrones de Bonds. Durante meses se especuló con la posibilidad de que él y Henry Aaron no asistieran a los partidos de Bonds cuando éste se acercaba al récord. Selig anunció en julio de 2007, cuando Bonds se acercaba a los 755 jonrones, que asistiría a los partidos. Selig asistió al jonrón récord de Bonds contra los Padres de San Diego, sentado en la suite privada del propietario de los Padres , John Moores. Cuando Bonds bateó su jonrón número 755, Selig se negó a aplaudir el logro de Bonds, prefiriendo mantener las manos en los bolsillos y una expresión de desdén en el rostro.Bud Selig tampoco asistió al partido de los Gigantes de San Francisco del 7 de agosto en el que Barry Bonds bateó su jonrón número 756 contra los Nacionales de Washington; tras el acontecimiento, Selig emitió un comunicado felicitando a Bonds.
El 13 de diciembre de 2007, el exsenador Mitchell publicó su informe sobre el uso de sustancias para mejorar el rendimiento por parte de los jugadores de la MLB. El informe nombra a muchos jugadores actuales y anteriores que supuestamente utilizaron drogas para mejorar el rendimiento durante sus carreras.
Selig ha sido muy criticado por no haber desempeñado un papel lo suficientemente activo para frenar la ola de consumo de esteroides en el béisbol hasta que se convirtió en un problema debilitante para la industria. El columnistadel Chicago Sun-Times Jay Mariotti llamó a Selig el "Comisionado de los Esteroides" Selig ha sido llamado al Congreso en varias ocasiones para testificar sobre el uso de drogas para mejorar el rendimiento. El congresista Cliff Stearns dijo en diciembre de 2007 que Selig debería dimitir por el uso de drogas para mejorar el rendimiento en el béisbol durante su mandato.

### Calendario de postemporada
La decisión de Selig de ampliar el calendario tradicional de postemporada hasta noviembre en un intento de aumentar los índices de audiencia de Nielsen fue recibida con un amplio rechazo, tanto dentro como fuera de la comunidad del béisbol. Mike Scioscia, entrenador de Los Angeles Angels, campeones de la División Oeste de la Liga Americana, calificó la decisión de "ridícula". No lo sé. ¿Puedo decirlo más claro? Nunca deberíamos haber tenido un día libre el miércoles pasado. Nunca deberíamos tener tres días libres después de la temporada. Ni siquiera deberíamos tener dos días libres después de la temporada".

### Polémicas
Selig se ha visto envuelto en una serie de decisiones controvertidas durante su mandato como comisionado. En particular, se le ha acusado de favorecer a los Milwaukee Brewers, su antiguo equipo, como ocurrió durante la controversia de la contracción de 2001, cuando se sugirió que los Minnesota Twins fueran uno de los dos equipos (el otro era el Montreal Expos) que se contrataran por razones económicas. El periodista deportivo Rob Dibble publicó una carta abierta a Bud Selig, criticando el plan por beneficiar sólo a los Brewers, señalando que la contracción de los Twins beneficiaría a los Brewers, ya que potencialmente reclamarían la cuota de los Twins del mercado del Medio Oeste superior.
Durante la disputa por la propiedad de Los Angeles Dodgers en 2011, fue acusado de no actuar de buena fe hacia los Dodgers y de tratarlos de forma diferente a otros equipos cuando rechazó el acuerdo televisivo que Frank McCourt negoció y que pretendía sacar a la franquicia de la bancarrota, alegando que McCourt violó el Acuerdo de Béisbol. En comparación, no se tomó ninguna medida contra el propietario de los Mets de Nueva York , Fred Wilpon, a pesar de encontrarse en una posición similar.
El juez de quiebras de Estados Unidos Kevin Gross hizo una severa advertencia a Selig, declarando: "En caso de que el Comisionado vacile a la hora de probar la supuesta infracción, el Tribunal puede permitir que LAD (Los Angeles Dodgers) realice más pruebas, aunque limitadas" Algunos críticos han utilizado la actuación de Selig en el caso de los Dodgers para señalar un doble rasero en el tratamiento de los propietarios de la MLB. Más específicamente en lo que respecta a los Mets, los críticos han acusado a Selig de favoritismo hacia los Mets debido a la relación personal de Selig con Wilpon, alegando que esto le motivó para paralizar cualquier posible destitución de Wilpon como principal propietario de ese club.
Selig también fracasó notablemente en resolver un conflicto de 6 años entre los Gigantes de San Francisco y los Atléticos de Oakland en relación con el traslado propuesto de los Atléticos a San José. Selig estableció un panel de expertos en 2009 para resolver la disputa; sin embargo, a pesar de años para encontrar una solución, el panel de expertos fracasó por completo en hacer cualquier progreso hacia la resolución de la cuestión, lo que llevó a San José a demandar a la MLB. La demanda, actualmente en curso, cuestiona la exención antimonopolio de la liga y su capacidad para hacer cumplir los territorios geográficos de determinados clubes. Además, impidió la venta de los Athletics en 1999 a un grupo de propietarios liderado por Bob Piccinini, entonces director ejecutivo de Save Mart Supermarkets, y Joe Lacob, que más tarde compraría Golden State Warriors, de comprar los Athletics en 2005. Ambos grupos de propietarios potenciales se comprometieron a mantener el equipo en Oakland, lo que haría que esta disputa territorial careciera de sentido.En su lugar, Selig permitió que sólo Lew Wolff, su hermano de fraternidad de la universidad, y John J. Fisher compraran el equipo.Este último ha iniciado desde entonces el proceso para trasladar a los Athletics de Oakland a Las Vegas.

### Mandato
El 1 de diciembre de 2006, Selig anunció que se retiraría como comisionado del béisbol al expirar su contrato en 2009. Selig ganó 14,5 millones de dólares de la MLB durante el período comprendido entre el 31 de octubre de 2005 y el 31 de octubre de 2006. Sin embargo, en enero de 2008, Selig acordó una prórroga de contrato de tres años, anunciando que planeaba retirarse después de la temporada 2012. Decidió además no retirarse, y después de acordar una prórroga de dos años para el acuerdo anterior el 12 de enero de 2012, se anunció que Selig seguiría siendo comisionado hasta el final de la temporada 2014.

### Actividades posteriores a Comisionado
En 2021, Selig fue nombrado "copresidente sin derecho a voto" (con Jane Forbes Clark) para la reunión del Comité de la Primera Era del Béisbol de diciembre de 2021, para considerar candidatos a la elección al Salón de la Fama cuyas principales contribuciones al juego tuvieron lugar antes de 1950. El comité eligió a Bud Fowler y Buck O'Neil.

## Cambios notables en las Grandes Ligas de Béisbol
Bud Selig ha supervisado los siguientes cambios en el béisbol de las Grandes Ligas:
- Realineación de los equipos en tres divisiones por liga, y la introducción de equipos comodín en los playoffs (1994)

- Juego entre ligas (1997)

- Retirada del número de uniforme de Jackie Robinson, el 42, en todos los equipos de la MLB (1997)

- Dos franquicias adicionales: los Diamondbacks de Arizona y los Devil Rays de Tampa Bay, ahora los Tampa Bay Rays (1998)

- Traslado de los Milwaukee Brewers de la Liga Americana a la Liga Nacional (1998)

- Supresión de las oficinas y presidencias de las Ligas Americana y Nacional, e inclusión de todos los equipos de arbitraje en un grupo común para los partidos de las Ligas Americana y Nacional, en lugar de tener grupos separados por liga (2000).

- Calendario desequilibrado (2001)[52]

- Se concede la ventaja de jugar en casa en las Series Mundiales al ganador del All Star Game de la misma temporada (2003)

- Traslado de la franquicia de los Expos de Montreal a Washington D. C., convirtiéndose en los Washington Nationals (2004)

- Dedicación del 15 de abril como Día de Jackie Robinson (2004)

- Política más estricta de pruebas de drogas para mejorar el rendimiento en las Grandes Ligas (2005)

- Clásico Mundial de Béisbol (2006)

- Introducción de la repetición instantánea en caso de disputa por un home run (2008)

- Incorporación de un segundo equipo de wild-card en los playoffs de cada liga (2012)

- Traspaso de los Astros de Houston de la Liga Nacional a la Liga Americana (2013), como condición para la venta del equipo a Jim Crane, lo que da lugar a que cada liga tenga el mismo número de equipos (15) y a que se juegue entre ligas durante toda la temporada.

- Ampliación de la repetición instantánea (2014) y la institución del sistema de impugnación de mánagers

Durante los mandatos de Selig como presidente del consejo ejecutivo (de 1992 a 1998) y comisionado, se inauguraron nuevos estadios en Arizona, Atlanta, Cincinnati, Cleveland, Colorado, Detroit, Houston, Miami, Milwaukee, Minneapolis, Nueva York (Flushing, Queens y el Bronx), Filadelfia, Pittsburgh, San Diego, San Francisco, Seattle, Arlington, San Luis y Washington D. C.

## Liga de béisbol de Israel
Selig y su familia desempeñaron un papel de apoyo en el consejo asesor de la Liga Israelí de Béisbol durante su temporada inaugural en 2007. En respuesta a los problemas con la gestión financiera de la liga, después de la temporada, la familia Selig pidió que sus nombres fueran retirados de la lista de miembros de la junta.

## Experiencia Selig
En mayo de 2015, los Milwaukee Brewers homenajearon a Bud Selig con la inauguración de la exposición Selig Experience en el American Family Field (antes Miller Park.) La Selig Experience es un documental de quince minutos que muestra la vida y el trabajo de Bud Selig para los Milwaukee Brewers.

## Vida Personal

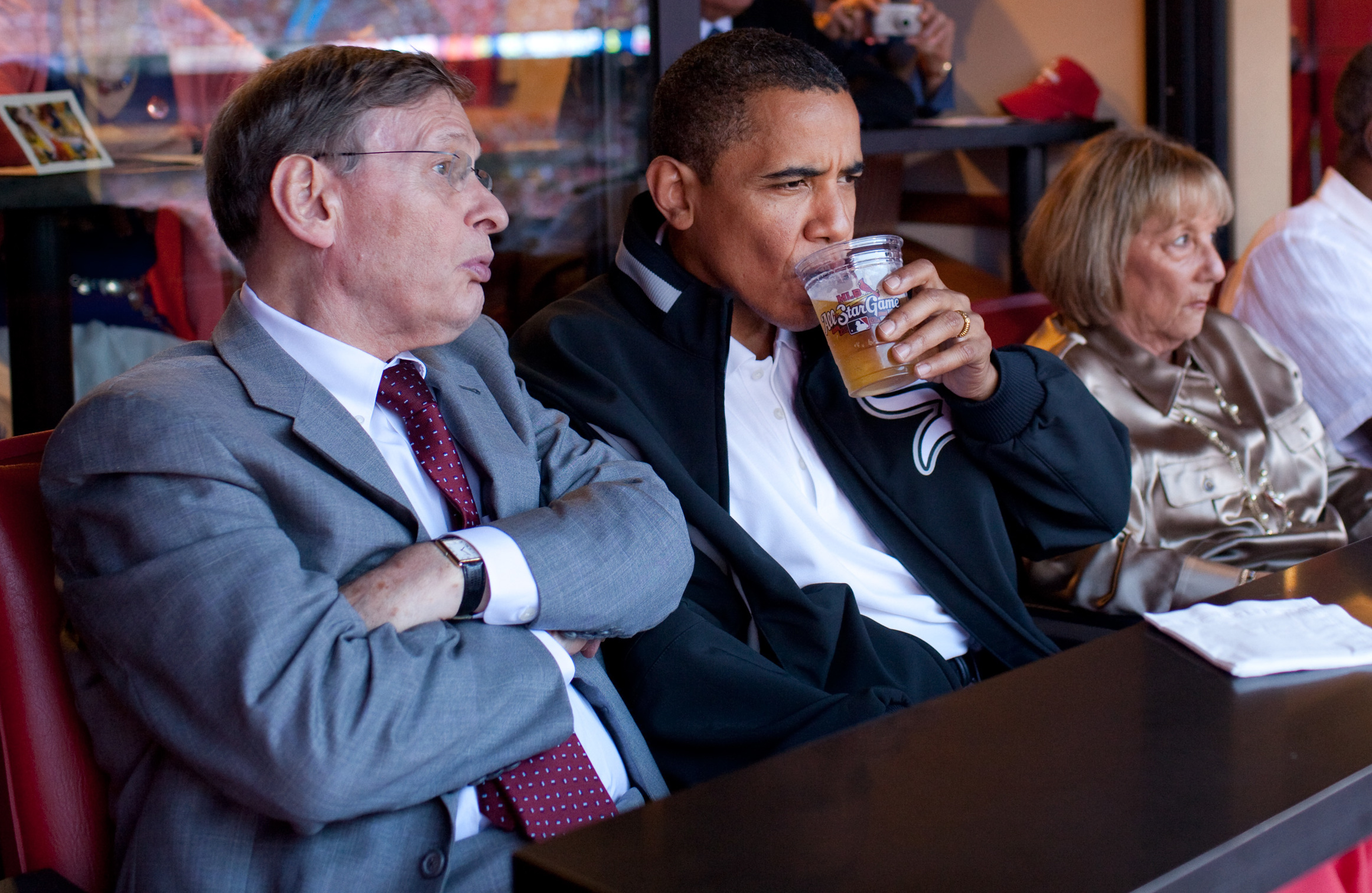
Selig (izquierda) y su esposa, Suzanne (derecha), con Barack Obama en el Juego de las Estrellas de las Grandes Ligas de Béisbol de 2009

Selig ha estado casado dos veces. Se casó con su primera esposa, Donna Chaimson, en la década de 1950, y tuvieron dos hijas: Sari (nacida en 1957) y Wendy (nacida en 1960). La pareja se divorció en 1976 tras 19 años de matrimonio alegando que Selig había estado "ausentándose indebidamente del hogar de las partes y aislándose... en pos de sus intereses beisbolísticos en detrimento de su matrimonio" Chaimson declaró posteriormente que el matrimonio terminó porque su marido "se divorció de mí y se casó con el béisbol". Desde 1977, Selig está casado con la ex Suzanne Steinman, que tiene una hija de un matrimonio anterior.

## Enseñanza
En 2009, Selig comenzó a enseñar como profesor adjunto de derecho y política deportiva en la Facultad de Derecho de la Universidad de Marquette. Sus clases han abarcado numerosos temas, incluyendo "la historia de la negociación colectiva y la agencia libre, la exención antimonopolio del béisbol, el reparto de ingresos -, así como los puntos más finos de la ley de deportes como los derechos de propiedad intelectual, el marketing de emboscada, y por qué el béisbol no permite imágenes de juego en YouTube".
En 2010, Selig creó la Cátedra Allan H. Selig de Historia del Deporte y la Sociedad en Estados Unidos, así como un Ciclo de Conferencias Distinguidas sobre Deporte y Sociedad en su alma mater, la Universidad de Wisconsin-Madison. La conferencia inaugural corrió a cargo de Adrian Burgos y el profesor Sean Dinces ocupa la cátedra desde 2013.
En febrero de 2016, Selig se incorporó a la Facultad de Derecho Sandra Day O'Connor de la Universidad Estatal de Arizona.

## Honores

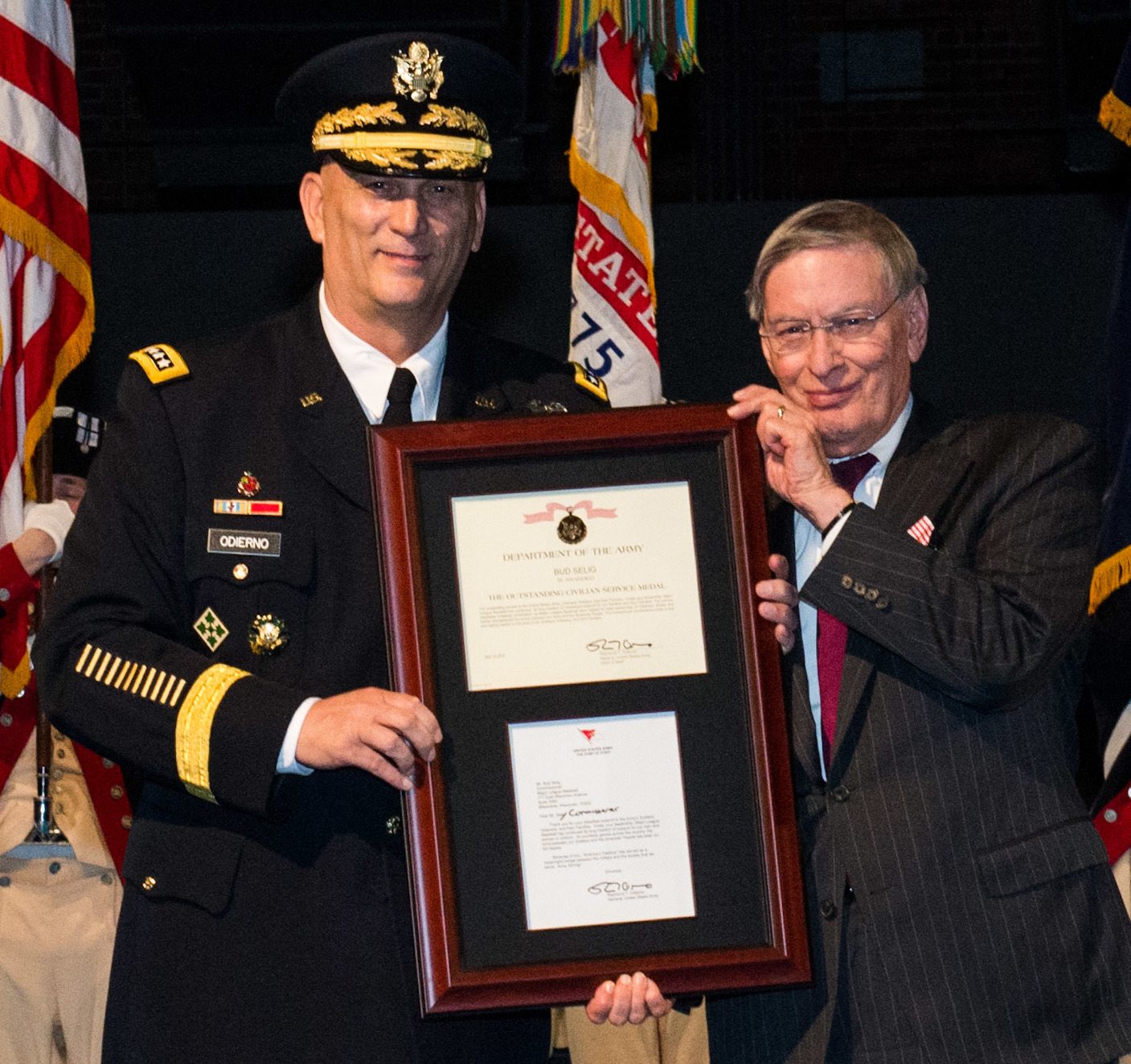
Selig (derecha) recibe el Premio al Servicio Civil Destacado del Jefe de Estado Mayor del Ejército Ray Odierno en 2015

Selig fue galardonado con el Premio al Servicio Civil Destacado del Departamento del Ejército de Estados Unidos en abril de 2015 por apoyar a los soldados, veteranos y sus familias a través de su trabajo en las Grandes Ligas de Béisbol. El 6 de abril de 2015, los Milwaukee Brewers retiraron el número 1 del uniforme en su honor.
En 2014, Selig fue incluido en el Muro de Honor inaugural de los Milwaukee Brewers.
El 4 de diciembre de 2016, se anunció que Selig fue elegido en el Salón Nacional de la Fama del Béisbol Clase de 2017. Fue formalmente inducido el 30 de julio de 2017.
En 2016, Selig fue honrado con el "Premio Lombardi a la Excelencia" de la Fundación Vince Lombardi contra el Cáncer. El premio fue creado para honrar el legado del entrenador Lombardi, y se otorga anualmente a una persona que ejemplifica el espíritu del entrenador.